# Kebonsari (Rowosari)
Kebonsari is een bestuurslaag in het regentschap Kendal van de provincie Midden-Java, Indonesië. Kebonsari telt 2128 inwoners (volkstelling 2010).